# Окуневский Яр
Окуневский Яр (Красовский Яр) — река в России, протекает по Чернянскому району Белгородской области.
Исток реки расположен недалеко от хутора Бородин в Чернянском районе. Река впадает в реку Оскол в 340 км от устья последней, в селе Окуни Чернянского района. Устье реки находится в 350 км от устья Оскола по левому берегу. Длина реки составляет 16 км, площадь водосборного бассейна — 77,7 км².

## Данные водного реестра
По данным государственного водного реестра России относится к Донскому бассейновому округу, водохозяйственный участок реки — Оскол ниже Старооскольского гидроузла до границы РФ с Украиной, речной подбассейн реки — Северский Донец (российская часть бассейна). Речной бассейн реки — Дон (российская часть бассейна).
Код объекта в государственном водном реестре — 05010400312107000011875.